# اندیس گزهک ۱
گزهک ۱ یک اندیس فلزی است که در حوالی شهر قلعه منوجان استان کرمان قرار دارد و مادهٔ معدنی موجود در آن، مس است.سنگ میزبان این اندیس ولکانیک ، دایکهای داسیتی ریولیتی است و دیرینگی آن به دوران کرتاسه می‌رسد. در این اندیس، پاراژنز‌های پیریت ، لیمونیت یافت می‌شوند.